# Цепочная сказка

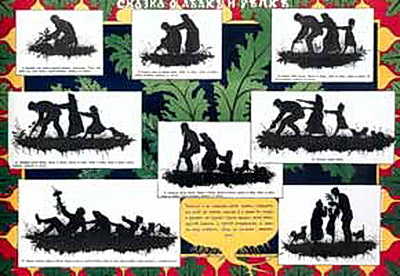
Иллюстрации к сказке «Репка» силуэтиста Елизаветы Бём (1887 год)

Цепочная сказка (кумулятивная сказка, рекурсивная сказка, цепевидная сказка) — сказка, в которой диалоги или действия повторяются и развиваются по мере развития сюжета. Эффект этих сказок часто основан на повторах и характерной рифме.

## Описание
Многие из таких сказок являются реликтовыми (очень древними) и имеют похожую структуру у многих народов мира. Часто их цель — развитие речи у детей, начинающих говорить, поэтому они часто являются первыми сказками. Большинство ученых-фольклористов склоняется к тому, что создателями цепевидных сказок были люди с юным (детским) сознанием, то есть примитивные общества. Считается, что подобные цепевидные структуры соответствовали архаическому типу мышления.
С. Томпсон, И. Больте, И. Поливка и В. Пропп выделяли сказки с кумулятивной композицией в особую группу сказок. Различают цепочную композицию:
1. С бесконечным повторением:
  - Докучные сказки типа «Про белого бычка».
  - Единица текста включается в другой текст («У попа была собака»).
2. С конечным повторением:
  - «Репка» — единицы сюжета нарастают в цепь, пока цепь не оборвётся.
  - «Петушок подавился» — происходит расплетание цепи, пока цепь не оборвётся.
  - «За скалочку уточку» — предыдущая единица текста отрицается в следующем эпизоде.

## Примеры
- Русские сказки: «Репка», «Колобок», «Теремок», «Три медведя».
- Английские сказки: «Дом, который построил Джек» (стихотворение-сказка).
- Американские сказки: «Пряничный человечек».